# Костобе (Толебійський район)
Костобе́ (каз. Қостөбе) — село у складі Толебійського району Туркестанської області Казахстану. Входить до складу Каратобинського сільського округу.
До 2000 року село називалось Кизилжалау.
Населення — 451 особа (2021; 541 у 2009, 467 у 1999, 383 у 1989).